# 利根村
利根村（とねむら）は、群馬県の北東に位置していた村である。利根郡に属していた。
2005年2月13日に、白沢村とともに沼田市に編入され自治体としての利根村は消滅した。利根村のあった地域は沼田市利根町と名称を改め、地域自治区「利根町」が設置されたが、2010年3月31日に廃止された。ただし住所表記に於いての「利根町」は存続している。

## 地理
- 山岳: 皇海山、袈裟丸山、水行寺山、丸山、鋸山
- 河川: 片品川（利根川一次支流）、栗原川、不動沢、泙川、根利川
- 湖沼: 薗原湖（薗原ダム）

### 地形
周囲を皇海山や袈裟丸山、田代山などの山々に囲まれ、村域の80％以上を山林が占める。
片品川をはじめとした大小の河川が流れ河岸段丘を形成しこの河川沿いに集落が点在する。

### 隣接している自治体
- 群馬県
  - 利根郡
    - 川場村
    - 片品村
    - 白沢村
    - 昭和村

  - 勢多郡
    - 赤城村
    - 富士見村
    - 黒保根村
    - 東村
- 栃木県
  - 上都賀郡
    - 足尾町

## 歴史

### 町村制施行当時の町村
- 利根郡
  - 旧・利根郡
    - 東村 ← 追貝村、千鳥新田村、平川村、高戸谷村、大楊村、老神村、大原新町、薗原村、穴原村

  - 旧・北勢多郡
    - 赤城根村 ← 生越村（現・昭和村）、日影南郷村、青木村、砂川村、輪組村、多那村、石戸新田、根利村、利根郡小松村、柿平村、日向南郷村

### 沿革
- 1889年4月1日 - 町村制施行に伴い、利根郡に東村、北勢多郡に赤城根村が誕生。
- 1896年4月1日 - 北勢多郡が利根郡に編入。
- 1956年9月30日 - 東村・赤城根村が合併し、利根村が発足。
- 1961年8月1日 利根村の一部（大字生越の一部。利根村に残る地区は大字二本松に改称）が昭和村に編入。
- 2005年2月13日 - 利根村が白沢村と共に沼田市に編入。

## 地域

### 村内の大字
- 追貝
- 千鳥
- 平川
- 高戸谷
- 大楊
- 老神
- 大原
- 薗原
- 穴原
- 日影南郷
- 青木
- 砂川
- 輪組
- 多那
- 石戸新田
- 根利
- 小松
- 柿平
- 日向南郷
- 二本松

### 教育

#### 小・中学校
- 利根村立東小学校　（後の沼田市立利根東小学校。2016年3月廃校し、沼田市立利根小学校に統合）
  - 穴原分校　-　1990年4月　廃校
- 利根村立平川小学校　（後の沼田市立平川小学校。2016年3月廃校し、沼田市立利根小学校に統合）
  - 平滝分校　-　1964年4月　廃校
- 利根村立西小学校　（後の沼田市立利根西小学校。2016年3月廃校し、4月に同地に統合校の沼田市立利根小学校が開校）
  - 園原分校　-　2001年4月　廃校
- 利根村立多那小学校　（現：沼田市立多那小学校）
- 利根村立南郷小学校　-　2003年4月　廃校
- 利根村立根利小学校　-　2003年4月　廃校
  - 倉見分校　-　1960年4月　廃校
- 利根村立利根中学校　（1997年に利根村立利根東中学校より改称 現：沼田市立利根中学校）
  - 利根村立利根東中学校穴原分校　-　1960年4月　廃校
- 利根村立多那中学校　（現：沼田市立多那中学校）
- 利根村立南郷中学校　-　1997年4月　廃校
- 利根村立根利中学校　-　2000年4月　廃校

#### スポーツ
- 利根少年野球 - 軟式少年野球
- FC利根 - 少年サッカー
- 利根ラビッツ - 女子バレーボール
- 多那チェリーズ - 女子バレーボール
- 平川オールウェイズ - 女子バレーボール
- 利根柔道クラブ - 柔道

## 交通

### バス路線
- 沼田駅 - 白沢村 - 利根村

### 道路
- 一般国道国道120号

## 名所・旧跡・観光スポット・祭事・催事
- 老神温泉
- 皇海山
- 吹割の滝
- 薗原ダム

## 出身者
- 中沢琴 - 幕末期、新徴組に参加した女剣士
- 星野秀孝 - プロ野球選手（投手）
- 髙橋光成 - プロ野球選手（投手）[1]
- 寿志郎 - イラストレーター
- 松原隆介 - 指揮者